# Unai Bustinza
Unai Bustinza Martínez (Bilbao, 2 febbraio 1992) è un calciatore spagnolo, difensore svincolato.

## Carriera
Bustinza inizia a giocare nel settore giovanile del Santutxu, prima di passare nel 2002 a quello dell’Athletic Bilbao, dove completa la sua formazione.
Debutta tra i professionisti nel 2010 con la maglia del Baskonia, squadra satellite dell'Athletic, disputando 28 partite e segnando 2 reti. L’anno seguente passa al Bilbao Athletic, squadra riserve del club basco, dove milita fino al 2014 totalizzando 83 presenze e 7 gol.
Esordisce in La Liga con la prima squadra dell’Athletic Bilbao nella stagione 2014-2015, ma trova poco spazio, collezionando appena 2 presenze. Nell'estate 2015 si trasferisce al Leganés, con cui gioca per sette stagioni, contribuendo alla storica promozione del club in massima serie e totalizzando 145 presenze e 2 reti.
Nel 2022 si unisce al Málaga, con cui disputa 10 incontri. Dopo un breve periodo senza squadra, nel gennaio 2024 firma con l’SD Amorebieta, dove gioca 17 partite e realizza 1 gol.
Terminata l’esperienza con l’Amorebieta, risulta svincolato.